# 殷璠
殷璠（？—？），丹陽人，唐代人物。
进士出身。曾任文學職，不久辞官归隐，專心著作。其餘事蹟失考。有《河岳英靈集》三卷。另有《丹陽集》一卷，已佚。